# Laurel Holloman
Laurel Holloman (* 23. května 1971 Chapel Hill) je americká herečka, proslavená hlavně jako Randy Dean z filmu The Incredibly True Adventure of Two Girls in Love, Justine Cooper ze seriálu Angel anebo jako Tina Kennard ze seriálu The L Word.

## Život a kariéra
Laurel se narodila v Chapel Hill v americkém státě Severní Karolína. V Chapel Hill také navštěvovala univerzitu, ale po prvním roce na vysoké škole se odstěhovala do Chicaga, aby spolupracovala s Piven Theatre Workshop. Studovala s Johnem Lynnem v Los Angeles; byla obsazena v nezávislé produkci Blossom Time. Na počátku roku 1994 se přestěhovala do New Yorku a objevila se v divadelních produkcích jako Glass menagerie (Tennessee Williams), The Heart Is a Lonely Hunter (Carson McCullersová) v Theatre for the New City.
V roce 1995 začala filmovou kariéru se zlomovou rolí Randy Dean ve filmu The Icredibly Treu Adventure of Two Girls in Love (režie Maria Maggenti). Její rodina byla republikánská a její otec měl strach, jak budou lidé reagovat na tuto roli, ale film dostal pozitivní recenze. Další role měla ve filmech The Myth of Fingerprints (1997), Boogie Nights (1997), Tumbleweeds (1999) a dalších.
O téměř 10 let později se objevila v lesbickém seriálu The L Word na Showtime. V roce 2005 byla za tuto roli oceněna Golden Satellite Award.
13. června 2002 si vzala architekta Paula Machereyho. Mají dceru Lolu Reiko Machereyovou, která se narodila 4. listopadu 2004. O čtyři roky později adoptovali druhou dceru Nalu Belleovou. V roce 2012 se rozvedli.
Laurel je také umělkyní. Maluje i pro charity a na začátku roku 2010 vytvořila speciální sérii obrazů, které byly vydraženy ve prospěch Maasai Wilderness Conservation Fund.